# Ataenius strigatus
Ataenius strigatus är en skalbaggsart som beskrevs av Thomas Say 1823. Ataenius strigatus ingår i släktet Ataenius och familjen Aphodiidae. Inga underarter finns listade.